# 모넬라 2
《모넬라 2》(Trasgredire, 영어 개봉명: Cheeky)는 이탈리아에서 제작된 틴토 브라스 감독의 2000년 섹스 코미디 드라마 영화이다. 프란세스카 넌지 등이 주연으로 출연하였다.

## 출연

### 주연
- 프란세스카 넌지

### 조연
- 맥스 패로디
- 비토리오 아테느
- 안토니오 살리네스
- 틴토 브라스

## 기타
- 미술: 칼로 드 마리노